# Thambiraan Vanakkam
Thambiraan Vanakkam, sous-titré en portugais: Doctrina Christam en Lingua Malauar Tamul ; en tamoul: தம்பிரான் வணக்கம்) est un petit catéchisme catholique publié en langue malabar-tamoule en 1578. Le livret est connu comme étant le tout premier livre imprimé en langue tamoule.

## Histoire
Le petit catéchisme composé par saint François Xavier pour ses néophytes en Inde est traduit en tamoul par le missionnaire jésuite portugais Henrique Henriques avec l’aide du père Pedro Luis, un brahmane indien converti au christianisme et entré en 1562 chez les Jésuites. Il est imprimé (en caractères tamouls), sur les premières presses d’Inde, au Quilon (Kerala). Le livret de 16 pages, ayant 24 lignes chacune, sort de presse le 20 octobre 1578.  C’est la première publication, toutes langues indiennes confondues, utilisant une machine imprimante moderne. 
À strictement parler, la langue du catéchisme est ce que l’on appelle le ‘malabaro-tamoul’ (en portugais ‘lingua malabar tamul’) - une variante du tamoul traditionnel - promue par les missionnaires chrétiens auprès de leurs nouveaux chrétiens du Kerala, avant d’utiliser plus tard le malayalam. Elle est sensiblement différente du tamoul standard et était à l’origine imprimée en caractères romains.  
Une rare copie de ce catéchisme imprimé en langue malabar-tamoul se trouve à la Bibliothèque de l'université Harvard.